# Rostkronad vaktelduva
Rostkronad vaktelduva (Zentrygon goldmani) är en fågel i familjen duvor inom ordningen duvfåglar.

## Utbredning och systematik
Rostkronad vaktelduva delas in i två underarter:
- Z. g. oreas – förekommer i östra Panama (Cerro Chucantí i östra Panamáprovinsen)
- Z. g. goldmani – förekommer i östra Panama (östra Darién och nordvästligaste Colombia)

Tidigare placerades den i släktet Geotrygon men genetiska studier visar att den står närmare Zenaida. 

## Status
IUCN kategoriserar arten som nära hotad.